# تيموثي دبليو. تونغ
تيموثي دبليو. تونغ (بالصينية: 唐偉章) هو قاضي صلح ‏ صيني، ولد في 1953 في هونغ كونغ في الصين.